# Національне агентство з космічних досліджень Білорусі
Національне агентство з космічних досліджень Білорусі — державний орган  виконавчої влади в сфері  космічної діяльності. Керівництво діяльністю космічного агентства здійснює Національна академія наук Білорусі. Тісно співпрацюючи з Роскосмосом, відомство призначене для координації та дослідження в області космосу й об'єднує в собі Центр геоінформаційних систем НАН Білорусі й Об'єднаний інститут проблем інформатики НАН Білорусі.
У 2009-2015 працювала Національна рада Республіки Білорусь по космосу при Раді Міністрів Республіки Білорусь.

## Проекти
- БелКА
- БКА
- Белінтерсат-1